# Antoni-Olaf Sabater
Antoni Olaf Sabater i Ribera (Barcelona, 12 de noviembre de 1959) es un pianista y compositor de música contemporánea conocido artísticamente como Antoni-Olaf Sabater.

## Trayectoria artística
Sabater es autor de música para instrumento solista, música de cámara, orquesta sinfónica y Big Band. Como pianista ha interpretado obras propias como solista y como integrante de grupos de cámara y orquesta sinfónica o de jazz. 
Ha acompañado en directo a muy diversos cantantes de música popular como Joan Manuel Serrat (Serrat en Chile, 1990), Moncho, Joan Isaac, Tamara, Nuria Fergó, Queralt Sabater... También ha participado como intérprete y arreglista en grabaciones discográficas de diferentes artistas. Ha interpretado música en directo en programas de televisión como 'La noche abierta' de Pedro Ruiz en TVE, también ha participado en bandas sonoras para series de televisión (Ventdelplà en TV3 Cataluña 2005-2008), en teatro (“No estoy muerto, estoy en el Apolo”, de Pedro Ruiz en 2013) y de películas para el cine (“Nudos” de Lluís Maria Güell, 2003).
Ha sido galardonado en concursos de composición e interpretación y sus obras han estado presentes en festivales internacionales como el Festival Internacional de Violoncellos de Beauvais para el que escribió una obra para cuatro cellos siendo unos de los intérpretes Lluís Claret.

## Obras seleccionadas
- Sanctuàrios (1980)
- Bluesolaf  (1983)
- Toccatalana 1984; für Klavier  (1984)
- Duet - Rapsodia. Con Àngel Pereira (1990)
- L'any Titurany: contes i cançons (1992)
- Tres racions musicals: Piano a 4 manos (Boileau, 2004)
- Seqüència puntillista on hi ha un Schubert amagat: piano  (Boileau, 1995)
- Abstracció colorista: oboe, clarinetto in si♭e fagotto (2004)
- 5 sorpreses: per a piano a 4 mans (2002)
- That's for flute, oboe and clarinet: flauta, oboe y clarinete  (Boileau, 2004)
- Eucaristía en familia (2005)
- Concert per a saxòfon i orquestra de cambra (2012)

## Discografía como solista[3]
- Pianosfera (Indigo Records, 1992)

## Colaboraciones discográficas con otros artistas
- A mig camí (Columna Música, 2003). Con Joan Garrobé (guitarra), Joan Albert Amargós, Manel Camp, Feliu Gasull, Toti Soler, Conrad Setó y Josep Maria Bardagí. Tema “La cuesta de los saraos”.
- Avuimúsica - Col.lecció De Música Catalana Contemporània Vol. 7 MP3 Music (Ars Harmonica, 2009). En el tema “Clorofila”.
- Ninghe Ninghe. Cançons d’amor per dormir (Columna Música, 2003). Con Teresa de la Torre.
- Travels en bandoneón. Mi fuelle, mis amigos y yo.  (Ayva, 2004). Con Enrique Tellería.
- I tant que sí (2005). Con Moncho.
- Per un tros de cel (Música Global, 2005). Con Gerard Quintana. Tema “Descubreix-te”
- La magia de la guitarra española (Vol. I y II) 2005. Con Manuel González a la guitarra.
- Once Canciones (2011). Con Pedro Ruiz.
- Piano, piano (2012). Con Joan Isaac en los temas  “Adéu-siau, Josep Maria” y “On és la gent?”